# 자란 (잡지)
자란(일본어: じゃらん, 영어: Jalan)은 일본의 여행 잡지이다. 리크루트 라이프 스타일에서 발행한다. 홋카이도 지역에는 매월 20일 발행되며, 나머지 지역은 격월 (홀수월) 1일 발행된다.

## Jalan.net
Jalan.net(자란넷)은 2000년 11월 11일부터 시작한 여행 예약 웹사이트이다.